# Río Portuguesa
Le río Portuguesa, connu aussi sous le nom de río La Portuguesa ou río de la Portuguesa, porte ce nom en honneur à une jeune et belle demoiselle, épouse de Melchor Luis (l'un des fondateurs de la ville de Guanare le 3 novembre de 1591), morte noyée. C'est une rivière du Venezuela qui traverse d'ouest en est l'État de Portuguesa et le sud de l'État de Cojedes.